# NGC 7009
土星星雲或NGC 7009是位於寶瓶座的一個行星狀星雲，以業餘的小望遠鏡觀賞會呈現綠色和淡黃色。這個星雲是威廉·赫歇爾在1782年9月7日在自宅花園中使用他自己設計的望遠鏡觀測時發現的，也是他在巡天觀測早期發現的天體之一。這個星雲起源自一顆低質量恆星將外面的氣體向太空層層的噴發，而形成星雲。現在，他的中心是一顆視星等11.5等的白矮星。它因為其外觀酷似土星以側面朝向觀測者的形狀，而在1840年代由羅斯勛爵命名為土星星雲；當時他的望遠鏡已經改進到可以分辨出它類似土星的形狀。  " 威廉·亨利·史密斯 說土星星雲是斯特魯夫的九個 "罕見天體" 之一。
土星星雲包含許多三圍運動狀態的運動學子系統，是一個複雜的行星狀星雲。它有暈、噴流、多個殼層、類似手柄的結構，以及小規模的細絲和結。類似手柄的結構還在從中心非徑向的擴張。雖然在這種結構在土星星雲中很突出，在其它的星雲，包括NGC 3242、貓眼星雲（NGC 6543）、和NGC 2371-2 中也能觀察到。
土星星雲的距離還不很確定。在1963年，歐戴爾（O'Dell）估計是3,900光年，據此給出的整體的直徑約0.5光年。哈佛的薩巴丁、圖拉托、卡佩拉羅等人在2004年的估計是5,200光年（1.6千秒差距）。
目前，中心恆星是發出藍色光芒的白矮星，表面溫度約55,000K，被認為是使星雲發光的源頭。它的絕對星等為+1.5等，亮度約為太陽亮度的20倍，視星等為+11.5等。這種來自中心恆星的強烈紫外線照射，通過雙重電離的氧輻射，創造了星雲特有的螢光綠色。星雲的是星等為8.0等，朝向地球方向的徑向速度為每秒28英里。
星雲位於天壘城十以西約1度，中心部分約為25″ X 17″，而外殼延伸到41″ X 35″。它也列名在許多的"最佳"觀賞天體的清單中。

## 圖集

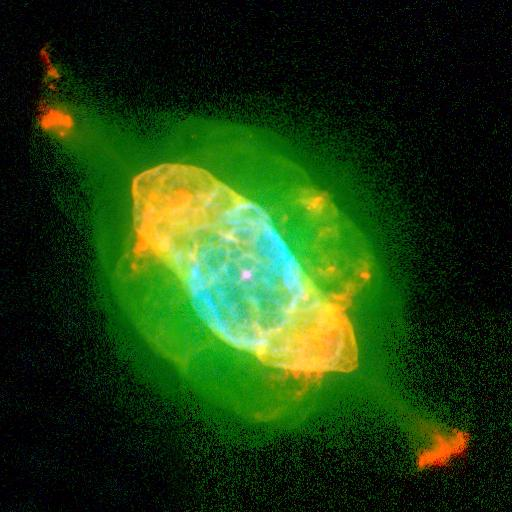
哈伯太空望遠鏡拍攝的NGC 7009。
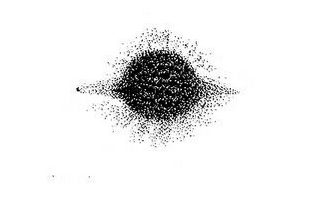
羅斯勳爵在1848年描繪的NGC 7009。
- 視覺化的MUSE數據顯示星雲三度空間。

## 註解
1. ↑  . www.eso.org.   [27 September 2017]. （原始内容存档于2018-12-17）.
2. 1 2 3 4  . SIMBAD. 斯特拉斯堡天文資料中心.   [2006-12-26].
3. ↑  . Saturn Nebula.   [2012-08-28]. （原始内容存档于2016-03-04）.
4. ↑  Steffen, W.; Espíndola, M.; Martínez, S.; Koning, N. . Revista Mexicana de Astronomía y Astrofísica. October 2009, 45: 143–54. Bibcode:2009RMxAA..45..143S. arXiv:0905.2148 . NGC 7009 is a planetary nebula with several morphological and kinematical sub-systems with multiple shells, a halo, jet-like streams, ansae and small-scale filaments and knots.
5. ↑  .   [2018-12-17]. （原始内容存档于2018-12-26）.
6. ↑  .   [2018-12-17]. （原始内容存档于2018-12-17）.
7. ↑  The Caldwell Catalog （页面存档备份，存于） (#55)

## 外部連結
- NASA APOD (1997-12-30)（页面存档备份，存于） – NGC 7009: The Saturn Nebula
- WikiSky上关于The Saturn Nebula的内容：DSS2, SDSS, GALEX, IRAS, 氢α, X射线, 天文照片, 天图, 文章和图片